# Mircea Badea
Mircea Radu Badea (n. 24 februarie 1974, București, România) este un om de televiziune român. Este realizatorul emisiunii În gura presei, la postul de televiziune Antena 3. A jucat de asemenea ca actor în câteva filme și a avut o activitate publicistică la Jurnalul Național. Este un critic constant al puterii politice din România. Este activ în presă încă din anii '90.

## Carieră
După ce a absolvit Liceul de Informatică și Facultatea de Cibernetică din București, Mircea Badea a debutat la Radio Total în 1993, unde era directoare o prietenă a mamei sale, Jeana Gheorghiu. Și-a început cariera în televiziune prezentând emisiuni la diferite posturi românești: Tele 7 abc (unde a debutat, descoperit de Mihai Tatulici și Jeana Gheorghiu), Antena 1, Realitatea TV, Pro TV, Prima TV, alături de Teo Trandafir. Cei doi formau un cuplu în emisiuni de divertisment precum „Bună dimineața, România” la Tele 7 abc din 1994 și apoi „Dimineața devreme” și „Teo și Mircea Șou” la Antena 1, între 1997 și 2000.
În 2000, Teo Trandafir a revenit în trustul Media Pro, cu o serie de emisiuni la Pro TV, timp în care Mircea apărea la postul concurent Antena 1, cu „Noaptea Târziu”, un format de emisiune nocturn, alături de Oreste Scarlat Teodorescu.

### Afaceri
După câțiva ani, Mircea Badea a renunțat pentru o perioadă la activitatea din televiziune, concentrându-se pe afaceri (o fabrică de chibrituri la Gherla, cumpărată în 2003), inițiativă în care a întâmpinat numeroase obstacole și care în cele din urmă a eșuat.
Mircea Badea a achiziționat utilajele fabricii de chibrituri din Gherla de la niște oameni de afaceri care susțin că, la rândul lor, le-au achiziționat la licitație în momentul când firma lui Valentin Brâncoveanu a dat faliment. Valentin Brâncoveanu a susținut în justiție că nu a pierdut niciodată proprietatea, iar probele grafoscopice par să indice același lucru, de vreme ce Mircea Badea nu și-a mai recuperat banii sau dreptul de utilizare din primăvara lui 2003.

### În gura presei
Mircea Badea realizează pe postul Antena 3 o emisiune de 50 de minute, În gura presei, unde comentează evenimentele din presa cotidiană și știri despre politicieni, oameni de afaceri, artiști, sportivi, jurnaliști, fiecare ediție fiind redifuzată a doua zi, dimineața, pe postul Antena 1.
Stilul său a fost apreciat ca vulgar și agresiv de către membrii CNA care l-au sancționat în mai multe rânduri.

### Traficanții
Din noiembrie 2007, Mircea Badea a realizat emisiunea Traficanții, difuzată de luni până vineri, între orele 18-19, de postul de radio News FM. Ulterior, a realizat în același interval orar emisiunea Mircea Badea Show la postul de radio Radio Zu până în anul 2022.

## Actorie
Mircea Badea a jucat în roluri secundare în filmele:
- Triunghiul morții (1999);
- Pitici și tătici (serial de televiziune), 2003, în regia lui Mișu Marinescu;
- Milionari de weekend (2004);
- Tonomatul de pe 3 (serial de televiziune), 2005 - în regia lui Sorin Oancea.

## Mircea Badea și Roșia Montană
Deși Mircea Badea a declarat la începutul mediatizării proiectul de la Roșia Montană, Alba că nu este: „nici pro, nici contra”, atacându-i verbal pe protestatari numindu-i: „isterici plătiți”; declarațiile sale continuând cu: „Acum au descoperit și ei subiectul, până acum au stat în budele din Centrul Vechi, inundați în alcool”, acesta a declarat ulterior că este împotriva proiectului și că proiectul este de fapt împotriva lui Băsescu.

## Viață personală
Mircea Badea are o relație cu prezentatoarea știrilor sportive de la Realitatea TV, Carmen Brumă.

Mircea Badea - Mișcarea contra statului

- În data de 24 mai 2009, Mircea Badea, însoțit de Carmen Brumă, a participat la o acțiune a revistei „Viva!” intitulată „Viva la revolution”, care a avut loc în Parcul Tineretului din București, la care au participat în jur de 5000 de oameni. În final, Mircea Badea a mulțumit asistenței și a promis că vor urma și alte acțiuni împotriva sedentarismului.[14]
- În data de 11 noiembire 2009, Mircea Badea a fost ținta unei fraude bancare în urma căreia i s-au sustras bani de pe cardul de credit.[15]
- În data de 7 decembrie 2009, Mircea Badea a anunțat faptul că va renunța la cunoscuta frază pe care o rostea la sfârșitul fiecărei emisiunii („Trăim în România și asta ne ocupă tot timpul”), mărturisind că nu mai poate înțelege ce reprezintă România.[16]
- În data de 18 decembrie 2009 a fost în Piața Victoriei în bustul gol și cu pene lipite de corp în urma unui pariu pus cu Radu Berceanu și Emil Boc legat de finalizarea tronsonului de autostradă Turda-Gilău.[17]
- În data de 12 noiembrie 2010, Mircea Badea a anunțat în cadrul emisiunii „Vorbe Grele” realizate de Victor Ciutacu, faptul că va relua celebra frază pe care o rostea la sfârșitul fiecărei emisiuni („Trăim în România și asta ne ocupă tot timpul”), în urma dozei de energie primite în timpul protestului „Anti-abuz” de pe 9 noiembrie 2010 din fața CNA-ului.[18]

### Interviuri
- "Mi se pare absolut senzational sa fii un mascarici autentic", Formula AS - anul 2002, numărul 505